# Dansk Historisk Fællesråd
Dansk Historisk Fællesråd (oprettet 1909 som Dansk Historisk Fællesforening eller Fællesfond, også kaldet DHF) er en sammenslutning til støtte for det lokale kulturhistoriske arbejde i Danmark. Som fællesforening har DHF tillige fungeret som en paraplyorganisation for de lokale kulturhistoriske museer, arkiver og foreninger, men den blev i 1991 omdannet til et fællesråd med koordinerende opgaver. Fællesrådet har lokale og enkelte landsdækkende historiske foreninger som medlemmer og ledes af en styrelse bestående af 11 personer.
DHF udgav fra 1914 tidsskriftet Fortid og Nutid, der i 2010 fusionerede med tidsskriftet Folk og kultur og blev til nettidsskriftet Kulturstudier. Kulturstudier er et forskningsbaseret tidsskift med afsæt i historiske og aktuelle studier af steder, folk, kultur og dagligliv. Derudover har DHF gennem årene udgivet en række historiske håndbøger, der er blevet standardværker. En anden formidlingsaktivitet er siden 2003 sitet Historie-Online med informationer om udstillinger, forskning og bøger m.m. af historisk interesse samt udsendelse af et månedligt nyhedsbrev. Samtidig har DHF siden 2003 efter afstemning hvert år stået bag kåringen af Årets historiske bog med prisoverrækkelse af kulturministeren. Desuden afholder DHF kulturpolitiske møder.

## Formænd for DHF siden 1909
Denne liste er ufuldstændig; hjælp gerne med at udfylde den.
- 1909-1911: Camillus Nyrop, professor
- 1911-1920: Hans Olrik, professor
- 1920-1941: Knud Fabricius, professor
- 1941-1950: Poul Nørlund, direktør for Nationalmuseet
- 1950-1966: Johan Hvidtfeldt, landsarkivar, senere rigsarkivar[4]
- 1966-1974: Olaf Olsen, museumsinspektør, senere rigsantikvar [5]
- 1974-1980: Vagn Skovgaard-Petersen, lektor, senere professor [6]
- 1980-1990: Vagn Dybdahl, rigsarkivar[7]
- 1990-1996 Grethe Ilsøe, landsarkivar
- 1996-1999: Birgit Løgstrup, arkivar, senere adjungeret professor[8]
- 1999-2001: Thomas W. Lassen, museumsinspektør
- 2001-2008: Poul Porskær Poulsen, arkivar
- 2008-2012: Søren Bitsch Christensen, lektor, senere stadsarkivar[9]
- 2012-2013: Trine Grejsen, arkivar
- 2013-2019: Peder Jacob Ellehave Kragh, lektor[10]
- 2019-2022: Jan P. Jessen
- 2022: Gunnar Jakobsen
- 2022-: Michael Dupont, arkivar

## Årets historiske bog
DHF har siden 2003 ved afstemning kåret Årets historiske bog. Prisuddelingen foregår fra 2014 under historiefestivalen Historiske Dage i Øksnehallen.
- 2003: Leif Rudi Ernst, Skurk i Danmark – Helt i Amerika.
- 2004: Jørgen Jensen, Danmarks Oldtid, bind 4.
- 2005: Ulrik Langen, Revolutionens skygger.
- 2006: Hans Bonde, Fodbold med Fjenden.
- 2007: Peter Øvig Knudsen, Blekingegadebanden 1-2.
- 2008: Tom Buk-Swienty, Slagtebænk Dybbøl.
- 2009: Claus Bundgaard Christensen, Danskere på Vestfronten 1914-1918.
- 2010: Peter Henningsen og Ulrik Langen, Hundemordet i Vimmelskaftet og andre fortællinger fra 1700-tallets København
- 2011: Ning de Coninck-Smith, Barndom og arkitektur
- 2012: Jesper Clemmensen, Flugtrute Østersøen
- 2013: Poul Duedahl, Peter Wodskou Christensen og Gitte Bergendorff Høstbo, Forbrydelsens ansigt
- 2014: Morten Møller, Ellen og Adam - En fortælling om kærlighed og terror i Stalins Moskva
- 2015: Ning de Coninck Smith og Charlotte Appel (red.), - Dansk Skolehistorie bind 1-5
- 2016: Poul Duedahl, Ondskabens øjne
- 2017: Rosanna Farbøl, Koldkrigere, medløbere og røde lejesvende
- 2018: Poul Duedahl, Velkommen på bagsiden. Danmarkshistorien på vrangen
- 2019: Mikkel Kirkebæk, Den yderste grænse
- 2020: Hans Henrik Appel, Barrison Feberen
- 2021: Anne Kirstine Hermanns, Imperiets børn
- 2022: Jesper Vaczy Kragh, IQ 75
- 2023: Søren Mentz: Frederik 5. Den elskværdige europæer

## Historiens Ildsjæle
I forbindelse med 100-årsjubilæet i 2009 udgav DHF bogen Historiens Ildsjæle med portrætter af atten "ildsjæle" inden for historieområdet: Inge Adriansen, Hans Branch, Nils Hartmann, Peter Holm, Bernhardt Jensen, Carl Klitgaard, Evald Tang Kristensen, Hans Kristian Kristensen, Palle Lauring, Hugo Matthiessen, Margit Mogensen, Frode Holm-Petersen, Bi Skaarup, Helene Strange, Ulla Tofte, Piet van Deurs, Jens Vellev og Hans H. Worsøe.